# Zlatko Burić (boksač)
Zlatko Burić (Prnjavor, 18. kolovoza 1960.) bosanskohercegovački boksač.
Karijeru je započeo 1974. godine u boksačkom klubu Radnički u Slavonskom Brodu. Od 1986. do 1988. godine bio je član boksačkog kluba Rijeka, 1994. godine postaje članom boksačkog kluba Slavija iz Banja Luke.
Karijeru je okončao 2005. godine. Službeno je nastupio u 300 susreta, uključujući 6 profesionalnih mečeva bez poraza (od 2000. do 2005. godine).

Djelovao je kao trener B.K. Slavija 2012. godine, 2014. godine osnovao je boksački klub Ring u Prnjavoru. 

## Uspjesi
- 1979. Prvenstvo Hrvatske (Ogulin), poluvelter kategorija - Zlatna medalja
- 1979. Prvenstvo Jugoslavije (Pula), poluvelter kategorija - Zlatna medalja
- 1980. Prvenstvo Hrvatske (Rijeka), velter kategorija - Zlatna medalja
- 1982. Prvenstvo Hrvatske (Zagreb), velter kategorija - Zlatna medalja
- 1982. Prvenstvo Jugoslavije (Borovo), velter kategorija - Zlatna medalja
- 1982. Čelična pesnica (Zenica) - Zlatna medalja
- 1984. Prvenstvo Jugoslavije (Valjevo), polusrednja kategorija - Srebrna medalja
- 1985. Strandzha turnir (Sofija) - Srebrna medalja[3]
- 1985. Prvenstvo Jugoslavije (Maribor), polusrednja kategorija - Zlatna medalja
- 1985. Prvenstvo Balkana (Sofija), srednja kategorija - Zlatna medalja
- 1986. Sweden Box Open (Stockholm), srednja kategorija - Srebrna medalja[4]
- 1987. Internacionalni Turnir (Berlin), srednja kategorija - Brončana medalja
- 1988. Prvenstvo Jugoslavije, srednja kategorija - Brončana medalja
- 1988. Beogradski pobjednik (Beograd) - Zlatna medalja
- 1995. Prvenstvo Jugoslavije (Valjevo), poluteška kategorija - Srebrna medalja
- 2002. Prvenstvo Balkana, kruzer kategorija - Zlatna medalja

## Treneri
- Aco Debelić
- Slobodan Lazić
- Slobodan Anđelić
- Predrag Krstić
- Mirko Jokić
- Tomo Palankin
- Miroslav Popović